# Polle
Polle er en kommune i den nordvestlige del af Landkreis Holzminden i den tyske delstat Niedersachsen, med 831 indbyggere (2012), og en del af amtet Bodenwerder-Polle.

## Geografi
Polle ligger i Weserbergland ved floden Weser, omkring 8 km nordvest for Holzminden. Den grænser mod nord til Vahlbruch og Brevörde, mod øst til Bevern mod syd til Heinsen. Mod sydvest og vest grænser den til delstaten Nordrhein-Westfalen, og der byerne Höxter (Kreis Höxter) og Lügde (Kreis Lippe).